# Golful Elena
Golful Elena (titlul original: în rusă Бухта Елены, transliterat: Buhta Elenî) este un film dramatic sovietic, realizat în 1964 de regizorii Leonid Estrin și Mark Kovalyov în studioul A. Dovjenko din Kiev, protagoniști fiind actorii Iuri Leonidov, Iuri Grebențikov, Vladimir Gusev și Nonna Terentieva.

## Rezumat
Specialistul naval Dmitri Lazarenko, după ce a absolvit facultatea, este repartizat în Golful Elena. În timp ce slujește pe o vedetă torpiloare, el își arată cunoștințele și talentul, dar aroganța sa duce la un incident grav. În ciuda acestui fapt, comandantul diviziei crede în abilitățile sale și ridică întrebări cu privire la viitoarea sa apartenență în flotă...

## Distribuție
- Iuri Leonidov – comandant de divizie Șuvalov
- Iuri Grebențikov – locotenentul Lazarenko
- Vladimir Gusev – Andrei
- Nonna Terentieva – Elena Tokmakova
- Lev Perfilov – Sinița
- Valeri Bessarab – Solodkov
- Oleg Jakov – Sergunin
- Nikolai Gavrilov – Maksimov
- Antonina Maksimova – Vera Pavlovna
- Irina Sokolova – Ania
- Vladimir Salnikov – Lopatkin
- Lev Jukov – Somov

## Lansare
Filmul Golful Elena a avut premiera în Uniunea Sovietică pe data de 20 aprilie 1964.
În România premiera filmului a avut loc la data de 1 iunie 1964 la cinematografele „București”, „Carpați” și „Feroviar” din capitală.